# 1642
| 1642               |
| ------------------ |
| Dødsfald - Fødsler |
|                    |

| Gregoriansk kalender | 1642 MDCXLII            |
| Ab urbe condita      | 2395                    |
| Armensk kalender     | 1091 ԹՎ ՌՂԱ             |
| Kinesiske kalender   | 4338 – 4339 辛巳 – 壬午 |
| Etiopisk kalender    | 1634 – 1635             |
| Jødisk kalender      | 5402 – 5403             |
| Hindukalendere       |                         |
| - Vikram Samvat      | 1697 – 1698             |
| - Shaka Samvat       | 1564 – 1565             |
| - Kali Yuga          | 4743 – 4744             |
| Iransk kalender      | 1020 – 1021             |
| Islamisk kalender    | 1052 – 1053             |

Konge i Danmark: Christian 4. 1588-1648
Se også 1642 (tal)

## Begivenheder

### Udateret
- Opførelsen af Rundetårn i København afsluttes; Det blev påbegyndt i 1637.
- Borgerkrig mellem konge og parlament i England – varer til 1647
- Franskmanden Paul Maisonneuve grundlægger Montréal i Canada

### Januar
- 4. januar - Engelske borgerkrig: Karl 1. af England angriber parlamentet

### Maj
- 3. maj - Heinrich Schütz ansættes som kapelmester ved Christian IVs hof

### November
- 24. november – den nederlandske søfarer Abel Tasman opdager Van Diemens Land, som senere omdøbes til Tasmanien

### December
- 13. december - den hollandske opdagelsesrejsende Abel Tasman opdager New Zealand

## Født
- 25. december Isaac Newton

## Dødsfald
- 8. januar – Galileo Galilei
- 4. december – Richelieu, kardinal og fransk statsmand.